# Лоик Шерали (Кушониёнский район)
Лоик Шерали (тадж. Лоиқ Шералӣ; до 2012 — Марксизм) — село в Кушониёнском районе Хатлонской области Республики Таджикистан. Входит в состав джамоата (сельской общины) Сарвати Истиклол.

## География
Находится на расстоянии 8 км от райцентра (пгт. им. Исмоила Сомони) и 7 км до центра общины (с. им. Сироджа Фаттоева).

## Население
Проживают 2751 чел. (2017). Преобладающая национальность - таджики. Верующие, 	мусульмане-сунниты.